# Hegeile Almeida dos Santos
Hegeile Almeida dos Santos (Fortaleza, 30 oktober 1995), spelersnaam Hegeile, is een Braziliaans beachvolleyballer.

## Carrière
Hegeile nam in 2016 met Verena Figueira de Oliveira deel aan drie toernooien in de continentale tour met een tweede plaats in Ancón als beste resultaat. In 2018 debuteerde ze met Talita Calixto Simonetti met een vijfde plaats in Miguel Pereira in de FIVB World Tour. Sinds eind 2021 vormt ze een team met Taiana Lima en datzelfde jaar eindigde het duo nog als tweede in Itapema. Het jaar daarop deed het tweetal mee aan zeven reguliere toernooien in de Beach Pro Tour – de opvolger van de World Tour – waarbij het duo tot een vierde (Tlaxcala) en twee vijfde plaatsen (Itapema en Espinho) kwam. Bij de wereldkampioenschappen in Rome strandden Hegeile en Taiana in de zestiende finale tegen Sarah Pavan en Melissa Humana-Paredes uit Canada.

## Palmares
FIVB World Tour
- 2021:  4* Itapema